# جروية
الجَرْوِيَّة أو الجيرو (باليونانية: γύρος) (بالإنجليزية: Gyros) هو أكلة لفّة من اليونان تتكون من لحم وبصل وطماطم وخس وبطاطا مقلية وصلصة جاجيك محشوة في خبز البيتا.
الجروية هو طبق يوناني يتكون من لحم مطبوخ على مشواة عمودية مثل الشاورما وهو مشتق من طبق كباب تركي. في اليونان بالعادة يحضر من لحم الخنزير أو الدجاج بينما في بلاد أخرى يحضر من دجاج ولحم بقري وغنم ويقدم مع مكونات أخرى مثل طماطم وبصل وصلصة جاجيك وهي لبن مملح يخلط مع خيار وبقدونس وزيت زيتون وثوم يتم حشوها في خبز البيتا.

## التاريخ
في العهد العثماني خلال القرن التاسع عشر تحديدًا في مدينة بورصة تركيا كانت تباع شرائح لحم المشوية باستخدام مشواة عمودية وتسمى دونر كباب. بعد الحرب العالمية الثانية انتقل الدونر كباب من تركيا إلى اثينا عبر المهاجرين من اناضوليا والشرق الأوسط. قام اليونانيون بتطوير الكباب حيث استبدلوه بلحم الخنزير وقدموه مع صلصة جاجيك واصبح فيما بعد يعرف بالجروية.
بحلول عام 1970 ميلادي أصبح الجروية مشهور بمدينة أثينا كطعام سريع وسهل التحضير وكذلك في مدينتي شيكاغو ونيويورك ومع مرور الوقت أصبح هناك طلب متزايد على المشواة العمودية في المملكة المتحدة لأنتاج الجروية.
تقول مارغريت جارليك وهي أول من اقترحت فكرة إنتاج لحم الجروية بكميات كبيرة بعد مشاهدتها لمالك مطعم يوناني عبر مقابلة تلفزيونية يحضر الجروية. اقترحت مارغريت الفكرة على زوجها جون غارليك وهو جندي من اصل يهودي عمل بعد ذلك في مبيعات كاديلاك. بعد ان حصلت مارغريت على الوصفة من طاه يوناني يعمل في شيكاغو قامت وزوجها باستأجار مستودع في مصنع سجق بالقرب من منطقة ميلاوكي وبدأ في أول خط إنتاج في العالم لتصنيع لحم جيرو بقري وغنم.

## التسمية
اصل كلمة الجروية هو يوناني ويعني الدائرة التي تعود لكلمة التركية دونر تعني أيضا حلقة. كانت تسمى في اليونان دونر لكن بسبب الانتقادات كونها كلمة تركية أصبح يطلق عليها الجروية.

## طريقة التحضير
في اليونان بالعادة يحضر الجروية من لحم الخنزير كما يمكن استخدام اللحوم الأخرى. بالإضافة إلى لحم الخنزير يعتبر لحم الدجاج شائعا أيضا لكن اللحم البقري أو الغنم نادر الاستخدام في اليونان. أما في أمريكا يتم استخدام خليط من اللحم البقري والغنم المطحون جيدا لتحضير كميات كبيره من الجروية بالنسبة الجروية المصنوع يدويا فأنه يتم تقطيع اللحم على شكل شرائح دائرية رفيعه مسطحة ثم تتبيلها بمجموعة من التوابل المختلفة مثل الكمون الزعتر الاوريغانو وإكليل الجبل وغيرها توضع شرائح اللحم فوق بعضها على شكل مخروط معكوس ثم وضعها على المشواة العمودية لتدور ببطئ أمام مصدر للحرارة. بينما يسوي مخروط اللحم تكون الأجزاء السفلية مغطاة بالحساء والعصارة ثم يتم قص اللحم بشكل عمودي على شكل شرائح رقيقه ومقرمشة. يعتمد درجة الشواء على شدة الحرارة والمسافة بين مصدر الحرارة واللحم وسرعة دوران المشواة في اليونان الشكل المألوف لتقديم الجروية في خبز بيتا مدهون بزيت ومشوي على درجه خفيفة يتم لفه مع شرائح طماطم وبصل وخس وبطاطا مقلية مع صلصة جاجيك وأحيانا في شمال اليونان يقدم مع الكاتشب أو الخردل.